# Sion Michel
Sion Michel, ACS es un director de fotografía estadounidense con sede en Los Ángeles, California, Estados Unidos.
Michel se destaca por su trabajo cinematográfico con Dion Beebe en las películas Memoirs of a Geisha (2005) y Collateral (2004). Además, ha realizado un extenso trabajo de cinematografía para varias otras películas, especialmente películas de Hong Kong, así como en diferentes proyectos de cine y video con Steven Spielberg, Rob Marshall, Toyota y Nike. También es el fundador de Mettafilm, una productora de cine.

## Educación
Sion Michel nació en los Estados Unidos y también ha pasado gran parte de su vida en Australia. Michel obtuvo una Maestría en Cinematografía de la Escuela Australiana de Cine, Televisión y Radio en 1992. Trabaja activamente en cinematografía y fotografía desde la década de 1990.

## Carrera
Sion Michel ha sido un director de fotografía activo en la industria cinematográfica desde 1986.
Michel fue director de fotografía de muchas películas destacadas, como The Old Way, Sons of the Neon Night, Heartfall Arises, Shanghai Noir y Like a Dream. Otros roles de producción incluyen trabajos de cinematografía para las películas Chasing Rabbits, WPPI 2013, y Laura Smiles.
Michel fundó la productora de cine Mettafilm en 2005, donde actualmente se desempeña como Director de Fotografía.
Sion Michel también es miembro de la Australian Cinematographers Society (ACS).

## Filmografía seleccionada
Los créditos cinematográficos seleccionados de Sion Michel incluyen:
| Año  | Título                                                    | Director              |
| ---- | --------------------------------------------------------- | --------------------- |
| 2000 | Australia: Beyond the Fatal Shore                         | Chris Spencer         |
| 2001 | Sydney 2000: Stories of Olympic Glory                     | Bud Greenspan         |
| 2005 | Laura Smiles                                              | Jason Ruscio          |
| 2007 | The Box                                                   | A.J. Kparr            |
| 2009 | Like a Dream                                              | Clara Law             |
| 2010 | Hot Summer Days                                           | Tony Chan y Wing Shya |
| 2015 | The Unbearable Lightness of Inspector Fan (Shanghai Noir) | Clara Law             |
| 2016 | Heartfall Arises                                          | Wu Pinru              |
| 2018 | Sons of the Neon Night                                    | Juno Mak              |
| 2023 | The Old Way                                               | Brett Donowho         |